# Lijst van rijksmonumenten in Hoogmade
De plaats Hoogmade telt 15 inschrijvingen in het rijksmonumentenregister. Hieronder een overzicht.
| Object | Oorspronkelijke functie?  | Bouwjaar | Architect | Locatie                 | Coördinaten?                  | Nr.?   | Afbeelding                                                                     |
| --- | ------------------------- | --- | --------- | ----------------------- | ----------------------------- | ------ | ------------------------------------------------------------------------------ |
| Kalkmolen | Industrie- en poldermolen | 1684 / 2009 |           | Doespolder              | 52° 8' 56" NB, 4° 32' 10" OL  | 25702  | Meer afbeeldingen                                                              |
| Dekkermolen | Industrie- en poldermolen | 1911 |           | Van Klaverweijdeweg 25  | 52° 11' 55" NB, 4° 40' 17" OL | 33007  | Meer afbeeldingen                                                              |
| Boerderij onder rieten wolfdak | Boerderij                 | 17e eeuw |           | Doespolderkade 6        | 52° 9' 31" NB, 4° 33' 54" OL  | 39527  | Boerderij onder rieten wolfdak                                                 |
| Nederlands Hervormde Kerk | Kerk en kerkonderdeel     | 1729 (kerk) 19e eeuw (stucplafond) vroeg 19e eeuw (kabinetorgel) 1912 (torenuurwerk)                                               |           | Kerkstraat tegenover 12 | 52° 10' 9" NB, 4° 35' 3" OL   | 39529  | Meer afbeeldingen                                                              |
| Boerderij, onder rieten wolfdak. Het woongedeelte heeft een puntgevel met vlechtingen en vensters met zesruitsschuiframen. Rechts onderkelderd. Houten karnhuis met rieten tentdak                                            | Boerderij                 | eerste helft 19e eeuw |           | Van Klaverweijdeweg 17  | 52° 9' 57" NB, 4° 34' 7" OL   | 39530  | Meer afbeeldingen                                                              |
| Boerderij "Bouwlust", met wolfgedeelte, dat een 19e-eeuws karakter draagt. Rieten wolfdak; vensters met zesruitsschuiframen. Zomerhuis met ingezwenkte gevel, links van de hoeve een bakstenen wagenschuur onder een zadeldak | Boerderij                 | waarschijnlijk 17e eeuw (boerderij) ca. 1800 (zomerhuis) 18e eeuw (wagenschuur)                                                    |           | Van Klaverweijdeweg 19  | 52° 9' 57" NB, 4° 34' 5" OL   | 39531  | Meer afbeeldingen                                                              |
| Boerderij. In de puntgevel van het woongedeelte vensters met schuiframen vroeg uit de 19e eeuw. Zomerhuis onder zadeldak | Boerderij                 | 17e of 18e eeuw (boerderij) 18e eeuw (zomerhuis)                                                                                   |           | Noordeinde 38           | 52° 10' 31" NB, 4° 34' 52" OL | 39532  | Meer afbeeldingen                                                              |
| Langgerekte hoeve onder rieten wolfdak. Zomerhuis | Boerderij                 | waarschijnlijk 18e eeuw (boerderij) derde kwart 19e eeuw (zomerhuis)                                                               |           | Ofwegen 5               | 52° 9' 51" NB, 4° 36' 16" OL  | 39533  | Meer afbeeldingen                                                              |
| Rustiek gelegen boerderij onder rieten wolfdak. Op het erf een oude roedenberg | Boerderij                 | ca. 1700 |           | Ofwegen bij 4           | 52° 10' 6" NB, 4° 36' 15" OL  | 39534  | Rustiek gelegen boerderij onder rieten wolfdak. Op het erf een oude roedenberg |
| Boerderij, blijkens een gesneden jaartal in het deurkalf. Woonhuis en stal onder een langgerekt rieten wolfdak | Boerderij                 | Boerderij, blijkens een gesneden jaartal in het deurkalf uit 1613. Woonhuis en stal onder een langgerekt rieten wolfdak. (jaartal) |           | Voorofse Polderkade 4   | 52° 10' 5" NB, 4° 34' 57" OL  | 39535  | Meer afbeeldingen                                                              |
| Vlietmolen | Industrie- en poldermolen | 1913/1967 |           | Vlietkade bij 1         | 52° 10' 8" NB, 4° 35' 28" OL  | 39536  | Meer afbeeldingen                                                              |
| Grosmolen | Industrie- en poldermolen | 1640 |           | Doespolderweg 4         | 52° 9' 48" NB, 4° 34' 37" OL  | 39537  | Meer afbeeldingen                                                              |
| Doesmolen | Industrie- en poldermolen | ca.1630 |           | Doespolderkade 3        | 52° 9' 42" NB, 4° 33' 59" OL  | 39538  | Meer afbeeldingen                                                              |
| Hoogmadese molen | Industrie- en poldermolen | 1897 |           | Noordeinde 34A          | 52° 10' 24" NB, 4° 34' 53" OL | 39539  | Meer afbeeldingen                                                              |
| Hooghstede | Boerderij                 | 1887 |           | Van Klaverweijdeweg 21  | 52° 9' 57" NB, 4° 33' 60" OL  | 509924 | Hooghstede                                                                     |